# Sonja Nientiet
Sonja Nientiet (* 1970) ist eine deutsche Krankenschwester des Internationalen Roten Kreuzes, die 2018 in der somalischen Hauptstadt Mogadischu von bewaffneten Islamisten entführt wurde und bis 2025 als verschollen galt.

## Persönliches
Sonja Nientiet stammt aus Hamm in Nordrhein-Westfalen. Sie hatte bereits seit 2014 für das Rote Kreuz in Krisenregionen gearbeitet, unter anderem in Syrien und der Demokratischen Republik Kongo.

## Entführung
Nientiet hielt sich seit Januar 2018 in Somalia auf. Sie arbeitete im dortigen Zentrum des Rotes Kreuzes als Ausbilderin für Erste Hilfe.
Am Mittwoch, den 2. Mai 2018, gegen 20:00 Ortszeit stürmten Bewaffnete das Rotkreuz-Gebäude, verschleppten Nientiet durch den Hintereingang und flüchteten mit einem bereitstehenden Fahrzeug. Berichten zufolge half einer der Sicherheitsleute, die zum Schutz der Mitarbeiter vor Ort waren, den Entführern. Trotz einer groß angelegten Suchaktion konnte Nientiet nicht gefunden werden.
Im Dezember 2024 berichtete die Zeitung BILD, dass es dem Bundesnachrichtendienst nach zwei Jahren gelang, den Aufenthaltsort von Nientiet festzustellen und eine Befreiungsaktion geplant wurde. Der damalige Bundesaußenminister Heiko Maas habe die Pläne aber gestoppt, da er befürchtete, „die Operation könnte in einem Blutbad und mit dem Tod der Geisel enden“.
Im Frühjahr 2025 tauchte in sozialen Medien ein Video von Nientiet auf, in dem sie die Bundesregierung und ihre Familie um Hilfe bittet. Laut dem ZDF bestehen „[a]n der Echtheit des Videos [...] keine Zweifel“, weshalb davon auszugehen sei, dass sich Nientiet seit sieben Jahren in der Hand von Dschihadisten befände.